# Sergierbogen

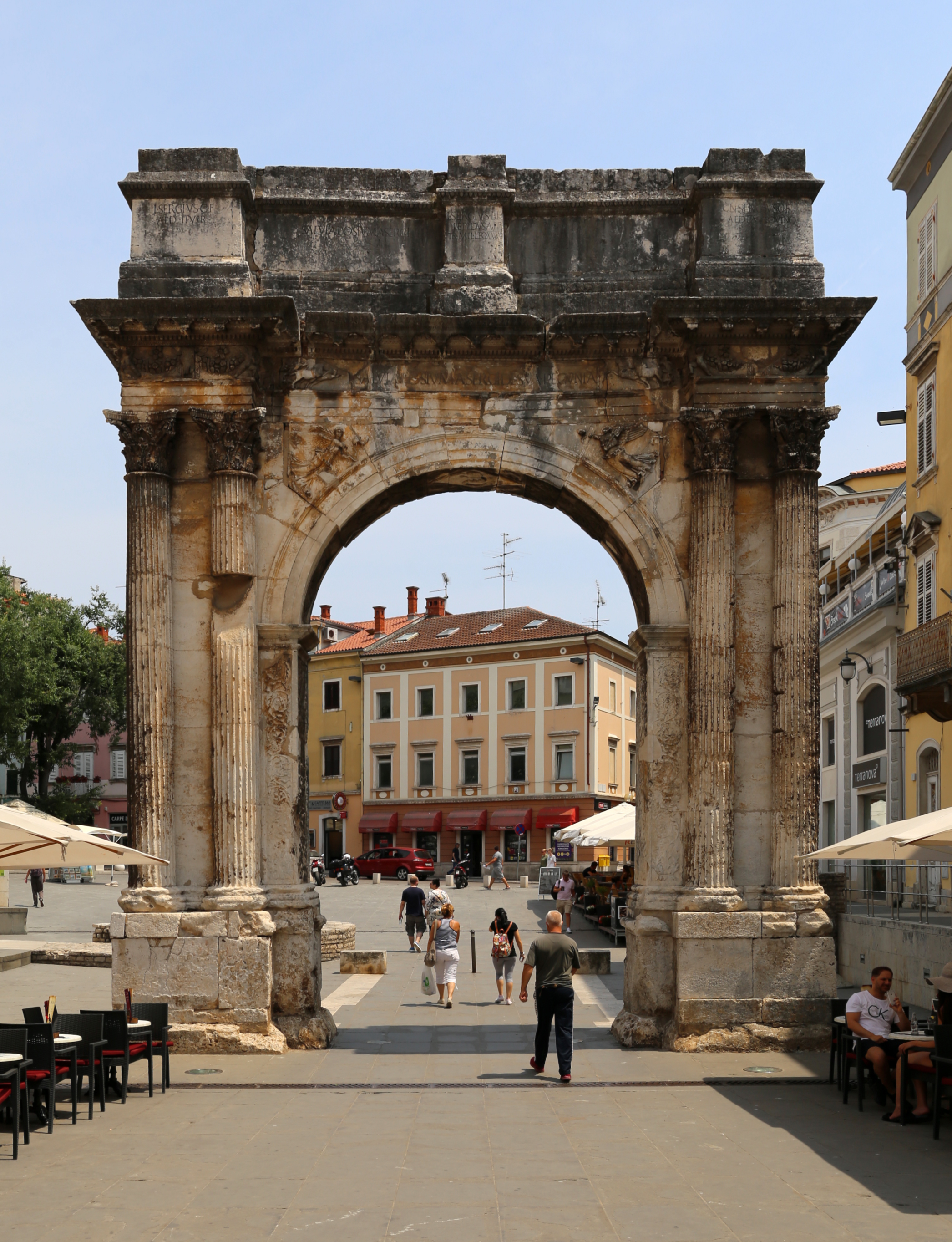
Der Sergierbogen von Westen

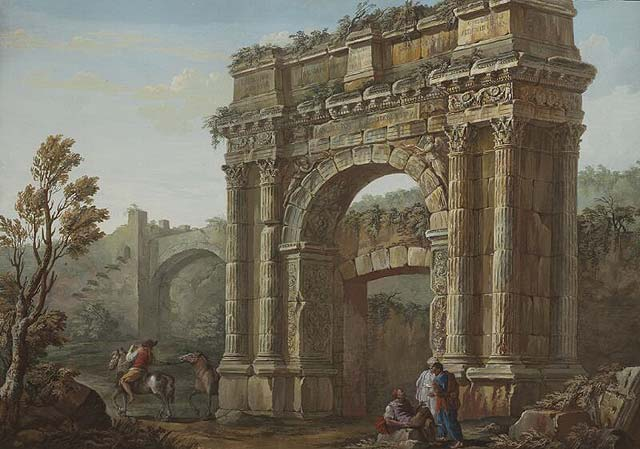
Gemälde von Charles-Louis Clérisseau, auf dem noch die Porta Aurea zu sehen ist (1857)

Der Sergierbogen (lateinisch arcus Sergii, kroat. Slavoluk Sergijevaca) ist ein römischer Ehrenbogen im kroatischen Pula. Die Erbauungszeit ist nicht genau geklärt. Sie liegt zwischen den letzten Jahrzehnten des 1. Jahrhunderts v. Chr. und der ersten Hälfte des 1. Jahrhunderts n. Chr. Die im 14. Jahrhundert in Pula vorherrschende Familie Castropola führte sich auf die Sergier zurück.
Der Bogen stand ursprünglich vor der 1829 abgerissenen porta Aurea („Goldenes Tor“), dem Haupttor der Stadt, und ist daher nur auf einer Seite geschmückt, und damit nur von der Stadtseite her sichtbar gewesen – im Gegensatz zum Trajansbogen von Asseria. Durch dieses Tor verlief einst die Via Flavia von Aquileia und Triest zum Forumsplatz.

## Stifterin, die Sergier, Euergesie und göttlicher Schutz
Der acht Meter hohe Bogen wurde jedenfalls nach der Schlacht bei Actium (31 v. Chr.) von Salvia Postuma Sergia als Denkmal für drei ihrer männlichen Verwandten in Auftrag gegeben und aus privaten Geldmitteln der vermögenden Frau finanziert, wie es ausdrücklich am Sergierbogen heißt: de sua pecunia.
Die drei männlichen Verwandten der Stifterin und sie selbst, die als vier, ursprünglich fünf Skulpturen – wen die fünfte Skulptur darstellte, lässt sich nicht mehr ermitteln – einst auf der Attika standen, wie Spuren auf deren Oberfläche erwiesen, werden namentlich aufgeführt.
Unklar ist, ob Salvia Postuma Sergia die Ehefrau oder die Mutter des prominentesten der drei Männer war, nämlich des Lucius Sergius Lepidus jun., der Ädil gewesen war und Militärtribun der 29. Legion. Seine Skulptur stand ursprünglich mittig auf dem Bogen und war als einzige überlebensgroß.

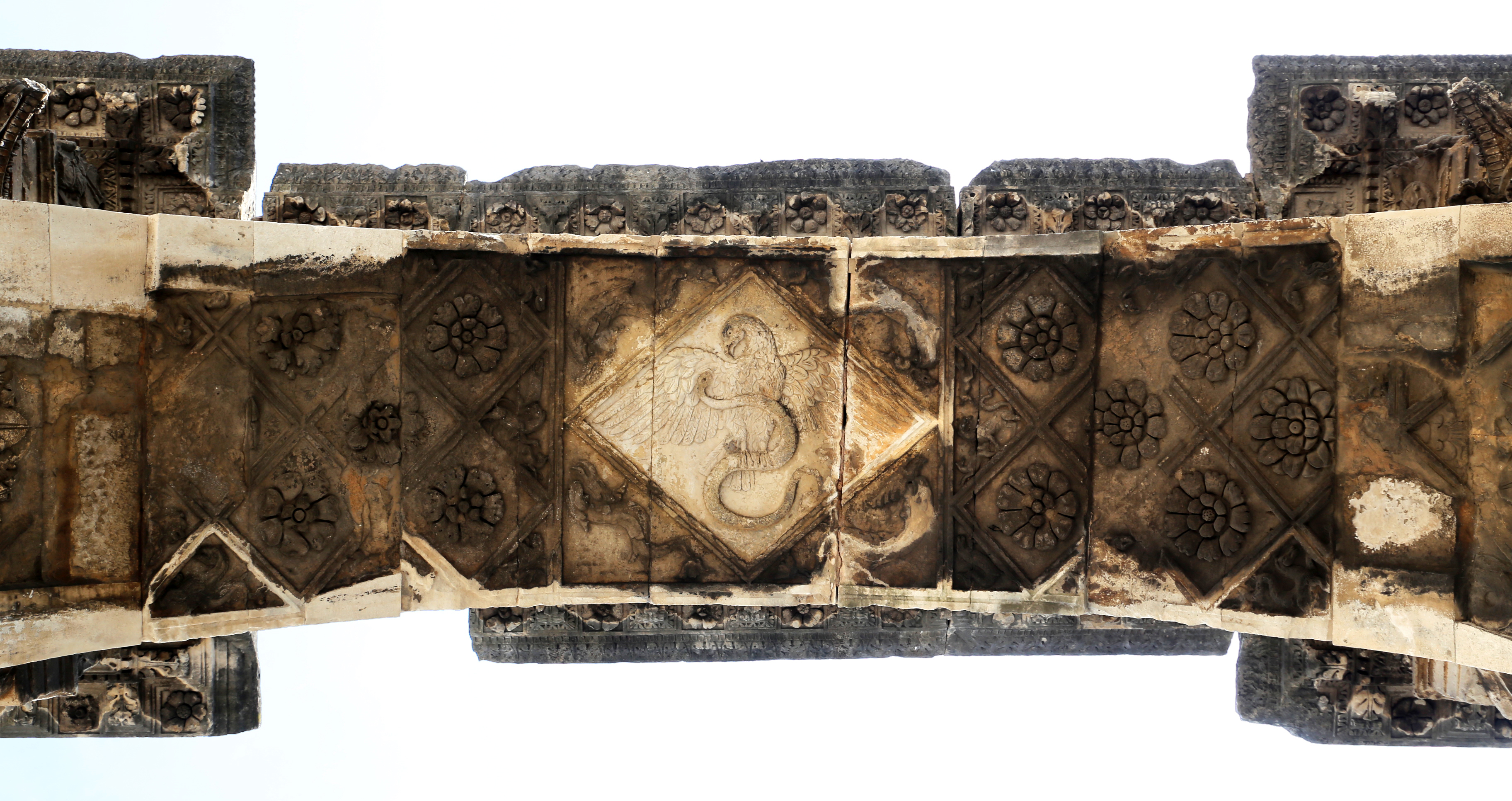
Adler auf der unteren Seite des Sergierbogens

Die Stifterin war durch den Tod ihrer männlichen Verwandten frei von jeder manus und damit verfügte sie über das gewaltige Vermögen der Familie. Dies war allerdings erst seit der lex Iulia de maritandii ordinibus möglich, die es Frauen der Oberschicht gestattete, wenn sie drei oder vier Kinder zur Welt gebracht hatten, frei über das ererbte Vermögen zu verfügen. Im Rahmen einer Herrschaft durch Freigebigkeit (Euergetismus) stellt das Monument ein frühes Beispiel für weibliche Euergesie dar.
Da das Monument zugleich der Göttin Minerva geweiht war, sollte es deren Schutz für die Stadt herbeirufen. Dieser Aufgabe konnte sie dann besonders gut nachkommen, wenn ihr Monument nahe am Eingang der Stadt errichtet wurde, wie dies auch Kaiser Augustus in einigen Städten praktiziert hatte. Links und rechts neben den Inschriften befinden sich Zweispänner, vielleicht als Anspielung auf Helios und Selene, als Sonne und Mond, auf Anfang und Ende des Lebens. Als Symbol der Apotheose kann der Adler gelten. Die dargestellten Männer waren „heroes of the town“.

## Inschriften

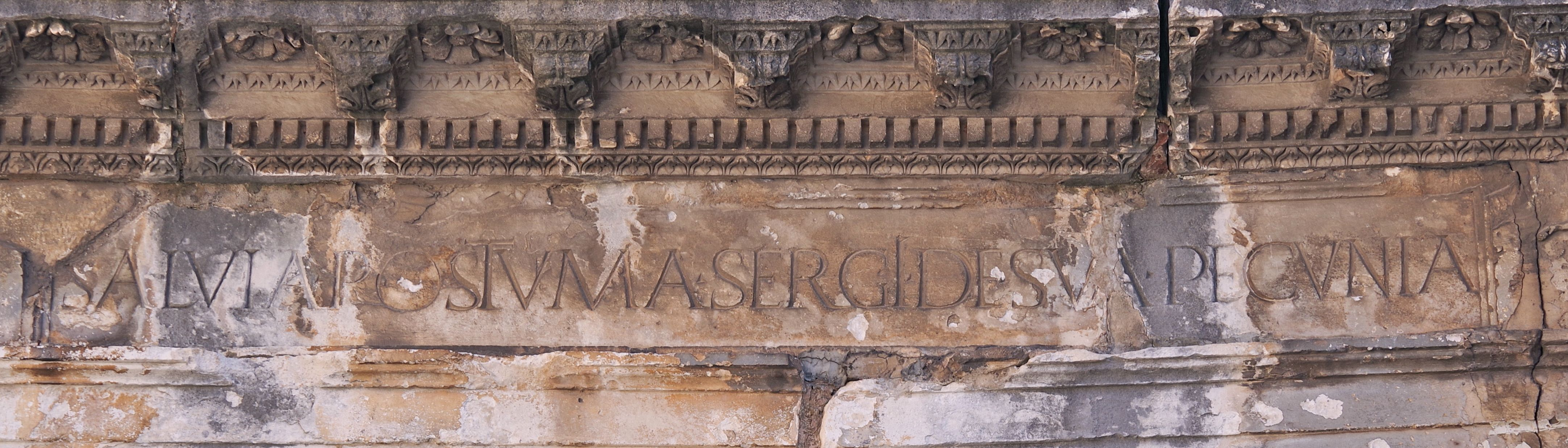
Hauptinschrift: „SALVIA POSTHVMA SERGII DE SVA PECVNIA“

Eines der fünf Felder ist ohne Inschrift geblieben, was zu Spekulationen über die Asymmetrie des Bogens führte, zumal man annahm, dass sich nur vier Statuen den Bogen schmückten. Die heute noch sichtbaren Inschriften auf der Attika, links und rechts eingefasst durch zweispännige Wagen, lauten (von links nach rechts):
L(ucius) SERGIVS C(ai) F(ilius) AED(ilis) IIVIR
SALVIA POSTHVMA SERGII
L(ucius) SERGIVS F(ilius), LEPIDVUS AED(ilis) TR(ibunus) MIL(itaris) LEG(ionis) XXIX
CN(aeus) SERGIVS C(ai) F(ilius) AED(ilis) IIVIR QVINQ(uenalis)
Auf dem Fries ist zu lesen: SALVIA POSTHVMA SERGII DE SVA PECVNIA

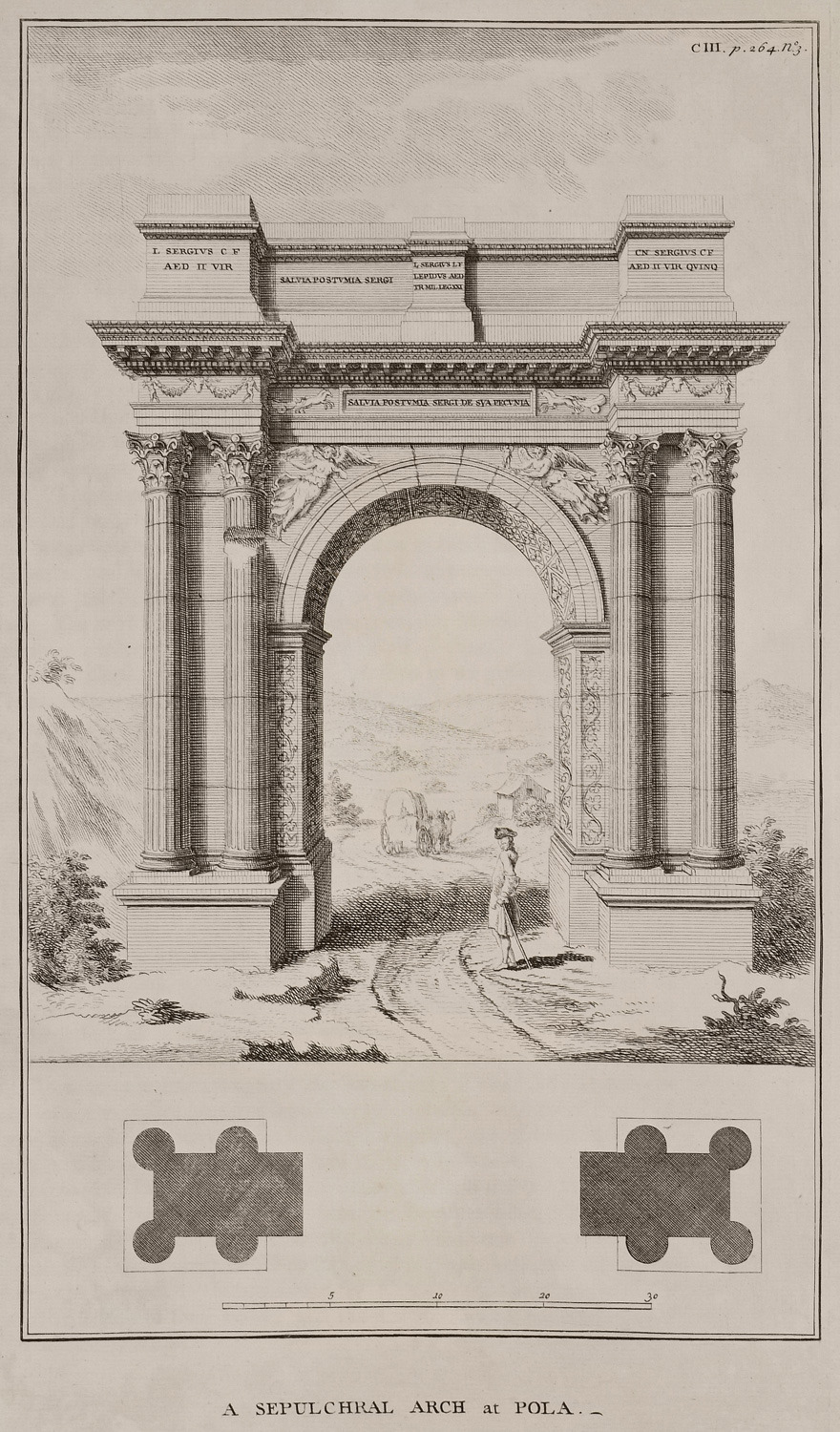
Richard Pococke: A Description of the East, and some other Countries, W. Bowyer, London 1745 (Digitalisat)

## Rezeption
Der ungewöhnliche Bogen veranlasste Scipione Maffei dazu, dafür zu plädieren, den Bogen zu Lehrzwecken nach Venedig zu holen.